# 맥월드
맥월드(영어: Macworld)는 애플 제품과 소프트웨어를 취급하는 웹사이트와 월간 컴퓨터 잡지이며, 1984년부터 2014년 9월까지 발행하였다. 미국 캘리포니아주 샌프란시스코에 본사가 위치한 맥 퍼블리싱이 출판하였다. 2014년 9월 10일 오프라인 출판을 중단하고 온라인 버전을 계속 제공하고 있다.